# Vidua hypocherina
Vidua hypocherina là một loài chim trong họ Viduidae.